# Konobelodon

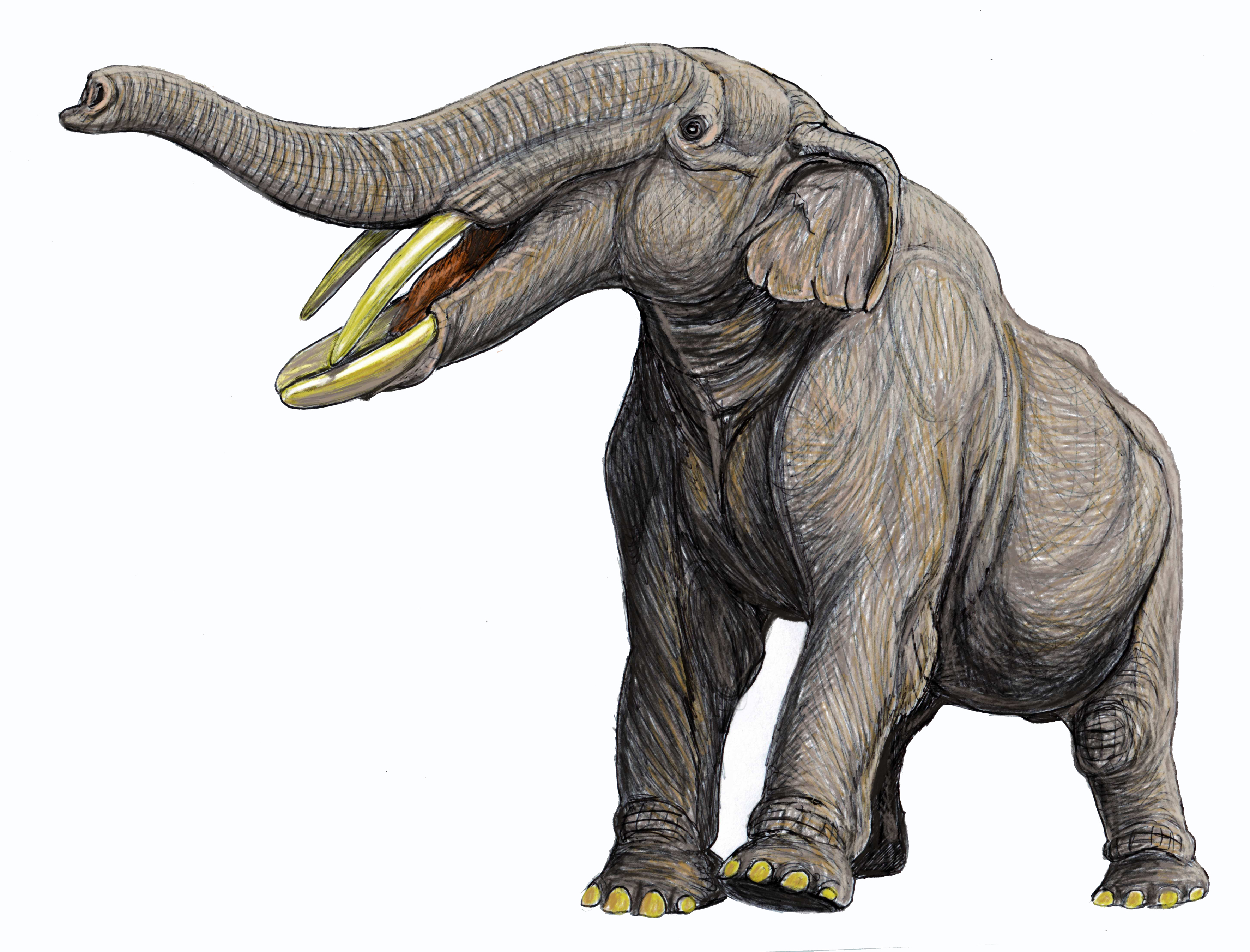
Реставрація K. britti

Konobelodon — рід амебелодонтів з Південної Європи, Китаю та Північної Америки.

## Таксономія
Konobelodon спочатку був створений як підрід Amebelodon, а згодом був піднесений до повного родового рангу в 2014 році при повторній оцінці "Mastodon" atticus. У Amebelodontinae Konobelodon тісно пов'язаний з Platybelodon і Torynobelodon.